# Šíp (národní přírodní rezervace)
Šíp je národní přírodní rezervace v katastrálních územích obcí Stankovany v okrese Ružomberok a Žaškov v okrese Dolný Kubín v Žilinském kraji na Slovensku. Území bylo vyhlášeno v roce 1980 a jeho rozloha je 301,52 hektaru. Předmětem ochrany je masiv hory Šíp s výskytem vzácných vápnomilných rostlin, významných živočišných společenstev a s významnými projevy vegetační stupňovitosti. Území je přístupné po žlutě značené turistické trase č. 8609.